# Banque d'Algérie
Ne doit pas être confondu avec la Banque de l'Algérie, qui correspond à la filiale de la Banque de France en Algérie française.
La Banque d'Algérie (en arabe : بنك الجزائر ; en berbère : ⵍⴱⴰⵏⴽⴰ ⵏ ⴷⵣⴰⵢⵔ) est la banque centrale de l'Algérie.
Créée en 1962, après la guerre d'indépendance, elle est chargée par le gouvernement algérien de gérer la politique monétaire du pays. Elle est responsable de la mise en circulation du dinar algérien. Son siège est situé à la villa Joly, Alger.

## Histoire

### Convention de transfert
Après l'indépendance du pays, une convention de transfert du privilège d'émission de la Banque de l'Algérie est signée le 13 décembre 1962. Cette convention comporte deux convenances financières signées entre Ahmed Francis (ministre algérien des finances) et Jean-Marcel Jeanneney, une franco-algérienne, concernant les relations entre le Trésor algérien et le Trésor français, l'autre concernant le transfert à la Banque centrale d'Algérie du privilège d'émission de la Banque de l'Algérie avec l'assistance technique de la Banque de France (31 décembre 1962). Cette convention franco-algérienne a pour objet, l'organisation et le fonctionnement des services du trésor algérien futur État indépendant.

## Unité monétaire
Le dinar algérien (code ISO 4217 DZD) est l'unité monétaire de la République algérienne démocratique et populaire depuis le 1er avril 1964. Le dinar remplace le nouveau Franc algérien « franc de la région économique d'Algérie », ancienne monnaie utilisée en Algérie de 1848 à 1964. Le dinar, divisé en cent parts égales dénommées centimes (cts), est constitué de billets de banque et de pièces de monnaie métallique. La monnaie fiduciaire appartient à l’État et le privilège de la frappe est délégué à la banque centrale d'Algérie.

## Missions
La mission de la Banque d’Algérie est de maintenir sur le plan économique, le crédit, les changes, et les conditions pour un développement ajusté de l’économie. La Banque d’Algérie garantit les meilleures conditions pour que les banques et les établissements financiers et étrangers respectent en permanence les ratios de gestion bancaire , liquidités et l’usage des fonds propres.

## Siège social
Son premier siège social était situé au n°8, boulevard Zighoud Youcef à Alger, dans l'ancien siège de la Banque de l'Algérie. Il est resté dans ce bâtiment jusqu'en 1991, date à laquelle il est transféré dans la Villa Joly. En 2020, le siège de la Banque d’Algérie est rebaptisé du nom du premier Gouverneur de la Banque d’Algérie, Mohamed Seghir Mostefai.